# Mezinárodní letiště Kuej-jang Lung-tung-pao
Mezinárodní letiště Kuej-jang Lung-tung-pao (čínsky v českém přepisu Kuej-jang Lung-tung-pao kuo-ťi ťi-čchang, pchin-jinem Guìyáng Lóngdòngbǎo Guójì Jīchǎng, znaky zjednodušené 贵阳龙洞堡国际机场, tradiční 貴陽龍洞堡國際機場, IATA: KWE, ICAO: ZUGY) je mezinárodní letiště u Kuej-jangu, hlavního města provincie Kuej-čou v Čínské lidové republice. Leží v obvodě Nan-ming ve vzdálenosti přibližně dvanácti kilometrů jihovýchodně od centra Kuej-jangu.
Letiště je v provozu od roku 1997.